# Luitpold af Bayern (1821-1912)
 For alternative betydninger, se Luitpold af Bayern. (Se også artikler, som begynder med Luitpold af Bayern)
Luitpold Karl Joseph Wilhelm (12. marts 1821 i Würzburg – 12. december 1912 i München) var prinsregent af Bayern fra 10. juni 1886 til sin død i 1912.
Luitpold var den tredje søn af Ludwig 1. af Bayern, bror til Maximilian 2. af Bayern og Otto 1. af Grækenland samt farbror til Ludwig 2. af Bayern og til Otto 1. af Bayern.

## Prinsregent
Den 9. juni 1886 blev Luitpolds brorsøn kong Ludwig 2. erklæret for sindssyg og Luitpold blev indsat som regent. Kongen døde tre dage senere. Tronen blev overtaget af Otto, der var bror til Ludwig 2. Den nye konge blev imidlertid også erklæret for sindssyg, og Luitpold fortsatte som prinsregent. 
I 1886 blev Luitpold modtaget med skepsis. Efterhånden blev han dog populær. I eftertiden er den såkaldte «prinsregenttid» blevet kaldt for Bayerns guldalder. 

## Familie
Luitpold var gift med den italienskfødt ærkehertuginde Auguste Ferdinande af Østrig (1825–1864). Hun var datter af storhertug Leopold 2. af Toskana.  
Luitpold og Auguste fik fire børn: 
- Ludwig 3. af Bayern (1845–1921), der blev Bayerns sidste konge, prinsregent 1912-1913, medkonge 1913-1916, enekonge 1916-1918.
- Leopold (1846–1930), gift med ærkehertuginde Gisela (datter af Elisabeth af Østrig-Ungarn og Franz Joseph 1. af Østrig-Ungarn).
- Therese, prinsesse af Bayern (1850-1925), forsker indenfor biologi.
- Arnulf (1852–1907), gift med prinsesse Therese af Liechtenstein (1850–1938).